# Боженішки урвич
Боженішки урвич (з болг. Боженицька фортеця) — зруйнована середньовічна кам'яна фортеця в Софійській області в Болгарії, археологічна пам'ятка зі статусом об'єкта національного значення. Археологічне дослідження фортеці розпочато в 1918 році, коли на скелі під корінням вікового дерева, що впало після бурі, виявили середньовічний напис.

## Розташування
Фортеця розташована на північному схилі хребта Лакавиця на висоті 750 м над рівнем моря, за три кілометри на південь від села Божениця і за двадцять кілометрів від Ботевграда в Софійській області. Асфальтова муніципальна дорога біля підніжжя фортеці прокладена до бази відпочинку «Урвич», звідти до фортеці веде розмічена стежка. Піший шлях від бази до археологічної пам'ятки займає близько двадцяти хвилин.

## Історія
Археологічні дослідження, проведені в 1972 році, показали, що ця територія була заселена ще в доісторичну епоху. Перші фортечні споруди датуються V—VI століттям і є частиною ранньовізантійської оборонної системи. Фортеця досягла розквіту в ХІІІ-XIV століттях, коли було побудовано зовнішній фортечний мур, який перегороджував єдиний підхід до споруди з північної сторони. Наприкінці XIV століття тут знаходилася штаб-квартира боярина Огнєна (Огняна) — кефала часів правління царя Івана Шишмана.

## Боженицький напис

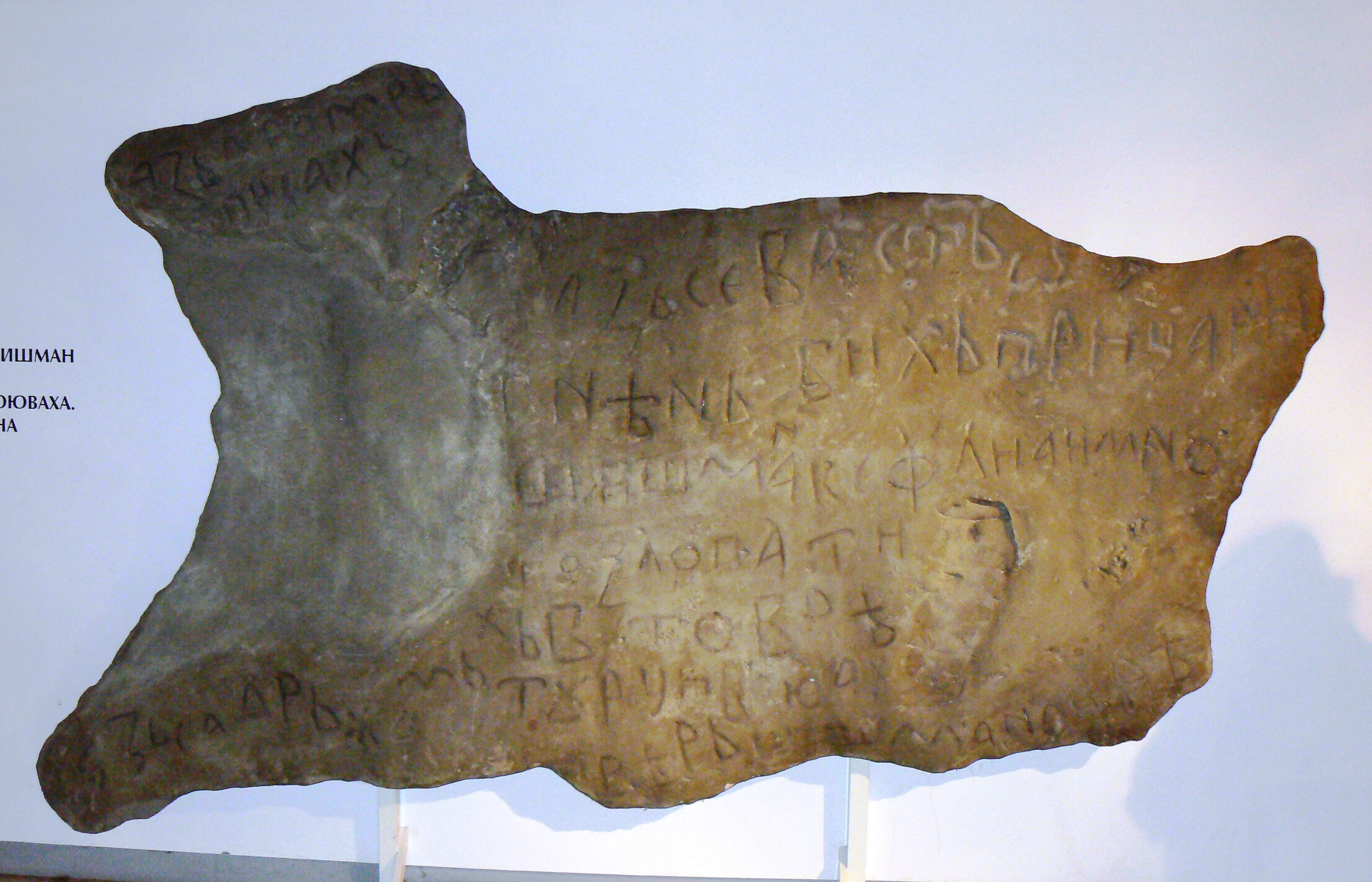
Копія боженицького напису в Національному історичному музеї Болгарії

Про існування фортеці вчені дізналися взимку 1918—1919 року, коли під корінням вікового явора в місцевості Градището виявили унікальну середньовічну письмову пам'ятку зі словами Софійського правителя севаста Огняна. Артефакт виявив боженицький пастух Недялко Уменковски. Академік Петро Мутафчиев прочитав і інтерпретував боженицький напис. Вчений зауважив, що різьбяр, який виконував напис, «не подбав наперед про розрахунок розміру поверхні, на якій працював. Він почав з великих літер, але, бачачи, що наявного місця недостатньо, зменшив розмір букв і збільшив, де було можливо, довжину рядків…».

Мутафчиев прочитав напис так:
Аз Драгомир писах. Аз, севаст Огнян, бях при цар Шишман кефалия и много зло патих. В това време турците воюваха. Аз поддържах вярата на Шишмана царя. (Я, Драгомир, писав. Я, севаст Огнян, був кефалом у царя Шишмана і дуже страждав. В той час воювали турки. Я підтримував віру царя Шишмана.)
За твердженнями дослідників, боженицький напис унікальний в своєму роді, має історичне та філологічне значення.

## Археологія

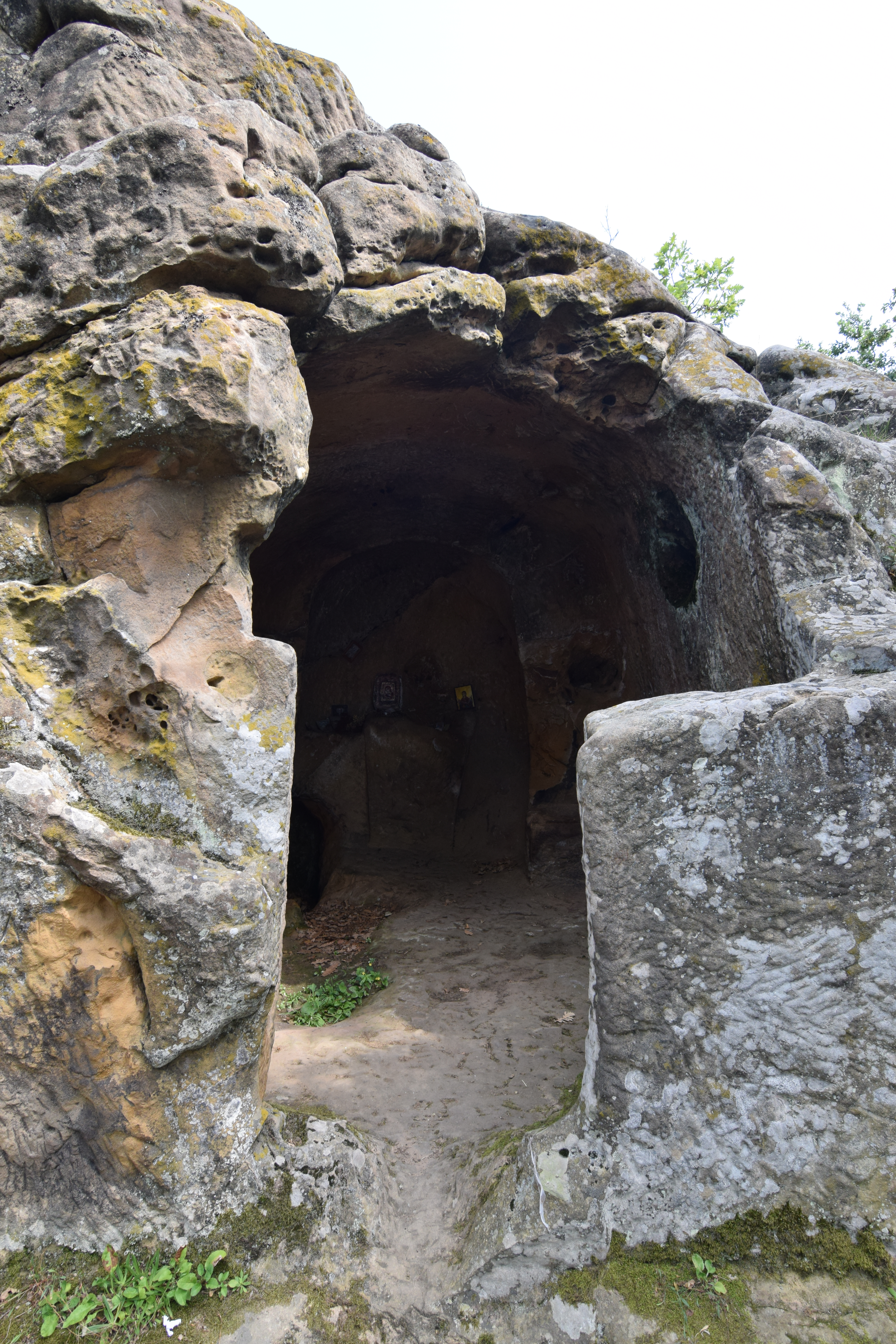
Боженішки урвич

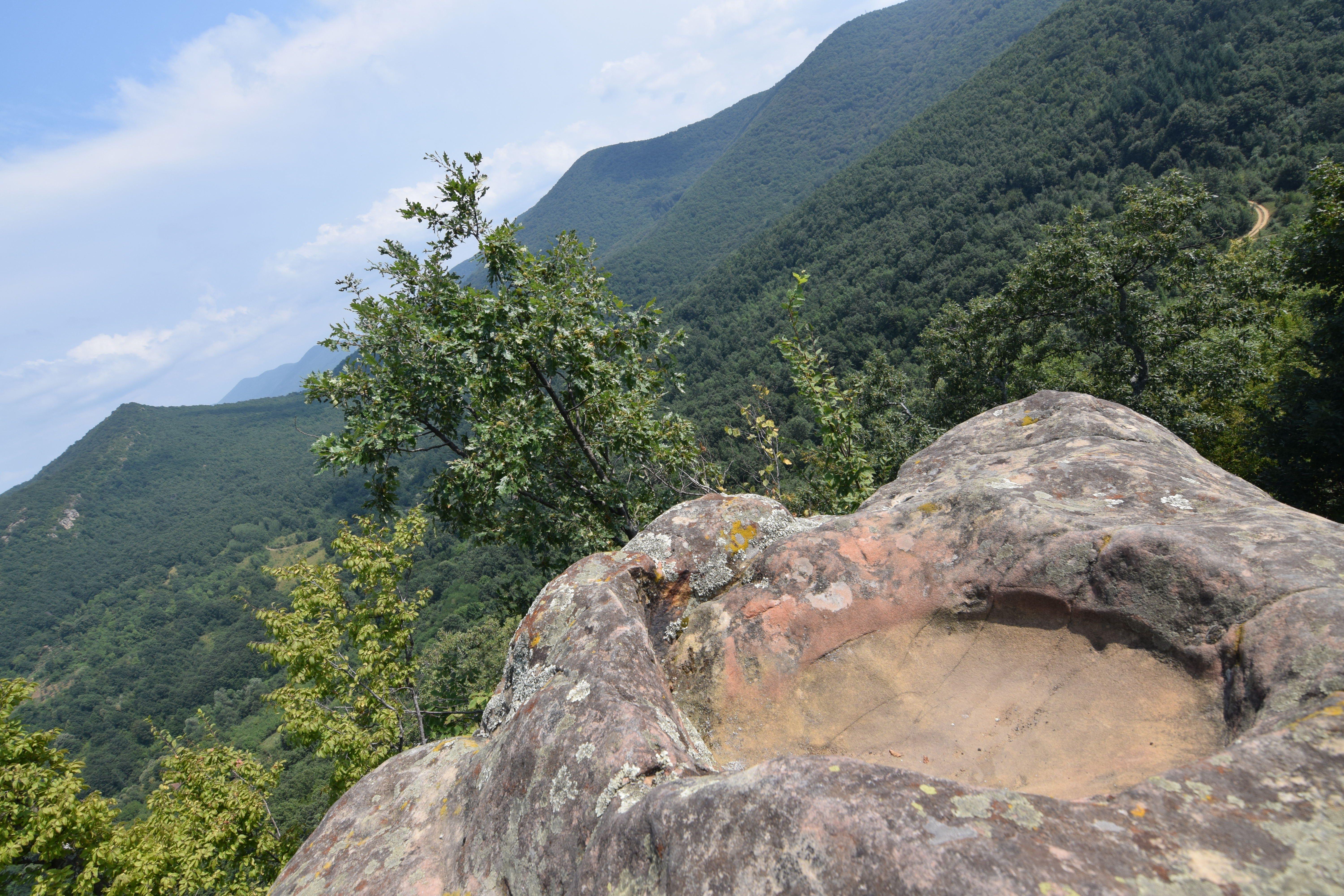
Боженішки урвич

У 1966 році середньовічну фортецю було оголошено об'єктом національного значення. У 1971 році члени експедиції, названої «Севаст», почали перші розкопки. У складі експедиції під керівництвом Павла Дишева працював Васіл Димитров, редактор газети «Ботевградски пламък» Митрофан Велеви, архітектор Йордан Йорданов. Першими знайденими предметами виявилися кераміка і ранньовізантійські монети епохи Юстина I (518—527) і Юстиніана I (527—565), які свідчать, що в цей період, ймовірно, було побудовано фортецю. Команді знадобилося вісім років, щоб повністю розкрити фортецю, а подальші зусилля були спрямовані на консервацію і реставрацію пам'ятника. При розкопках виявлено три оборонних пояси, два з яких були побудовані наприкінці V століття і на початку VI століття, а один в XIV столітті, за часів Івана Шишмана. Внутрішня фортечна стіна має довжину 200 метрів і ширину в окремих місцях до 2,70 метрів. Зовнішня стіна висотою 4-6 м має чотири контрфорси. Площа цитаделі 80 м2, а площа всієї фортеці становить 1600 м2. Вражають водна цистерна глибиною 10 м з рівнем води 4 м, а також каплиця, видовбана в скелі фортеці.
Біля воріт на глибині 0,2-1,5 м, було відкрито скарб, що складається з 1327 срібних грошів і півгрошів з лицем царя Івана Олександра, але перемічених ім'ям його спадкоємця царя Івана Шишмана з зображенням Богородиці з немовлям Христом на аверсі. За словами Христо Матанова монети з цього скарбу обрізані по краях для економії цінного металу, що вказує на інфляцію і складний стан державних фінансів у зв'язку з військовими діями.
З південно-західної наріжної вежі здійснювалося спостереження за навколишніми оборонними спорудами Паніца Кале в сучасному селі Липниця, Вилчиград в Литаково, Чешковград у Врачеському монастирі і Бодиловград перед гірським проходом Витиня. Вежа мала секретний вихід довжиною 7,40 м і укриття на вісім чоловік, в даний час вони заповнені землею. У північно-східній частині фортеці було виявлено вежу, скельне житло і скельну церкву зі зруйнованою скельною іконою святого Георгія Побідоносця. Відкрито і некрополь з 48 могилами і монастирський комплекс під фортецею. Біля фортечних стін виявлено сотні наконечників стріл і списів, кам'яні бойові кулі і скелети бійців, які підтверджують переказ про битву севаста Огняна з турками в 1395 році. На думку Дишева, могила Огняна знаходиться в скельному масиві перед Войводовим каменем, головним спостережним пунктом фортеці.